# Bassikounou (Meteorit)
Koordinaten: 15° 47′ 0″ N, 5° 54′ 0″ W

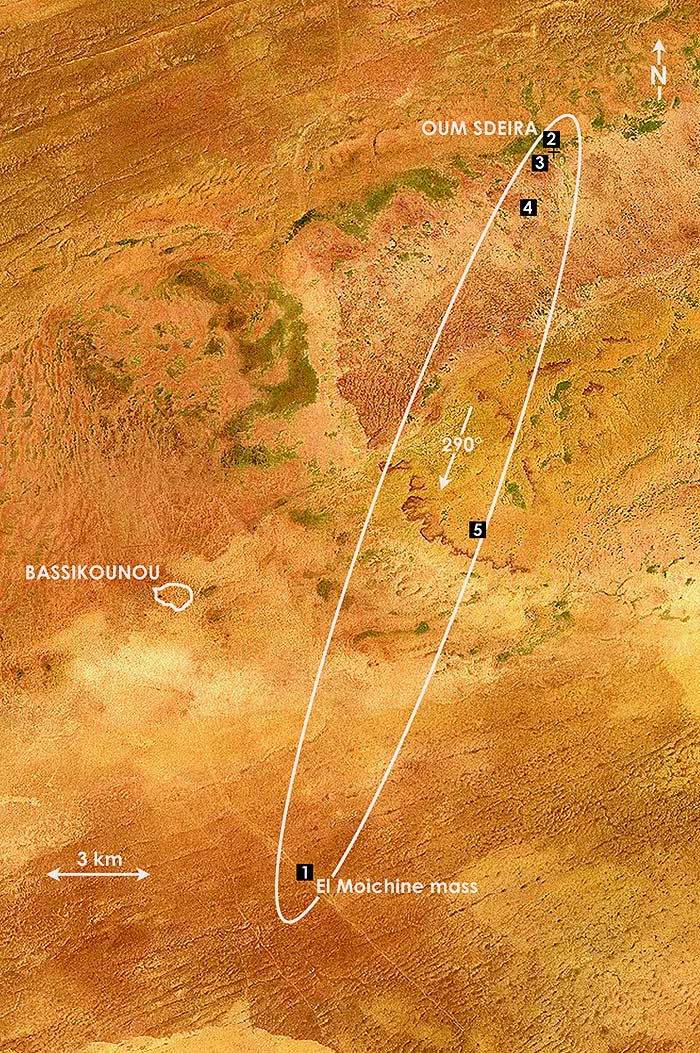
Streufeld/Distributionsellipse des Meteoritenfalles von Bassikounou

Bassikounou ist ein beobachteter Meteoritenfall vom 16. Oktober 2006 aus dem südöstlichen Mauretanien. Bassikounou ist der neunte Meteorit und der dritte beobachtete Fall Mauretaniens. Gleichzeitig handelt es sich um den am besten dokumentierten Meteoritenfall des Saharastaates.

## Meteoritenfall
Nach einer spektakulären und über 30 Sekunden andauernden Feuerballerscheinung um 04:00 Uhr morgens fielen 11–18 km nord- und südöstlich Bassikounou mindestens 102 Fragmente in Größen von 2 g bis 6 kg. Mehrere Augenzeugen gaben an, ein langanhaltendes Donnern und Rauschen in der Luft vernommen zu haben. Auch der Aufschlag einiger Fragmente des Meteoriten in der Nähe eines Nomadencamps bei Oum Sdeira wurde von den dort campierenden Beduinen vernommen. An einigen Orten im Fallgebiet brach Panik aus.
Bereits am frühen Morgen des 16. Oktober wurden die ersten Meteoriten geborgen, darunter ein 3165-g-Individuum. Eine Patrouille des an der nahen Grenze zu Mali stationierten mauretanischen Militärs besuchte das Fallgebiet am 16. Oktober morgens und beschlagnahmte einen Teil der von der Bevölkerung gefundenen Meteoriten. Das Militär führte im Anschluss eine eigene Suche durch, die zu weiteren Funden führte.
Die 3165-g-Masse wurde durch einen Angehörigen des Finders nach Deutschland gebracht und schließlich im Dezember/Januar 2007 an der Universität Bern in der Schweiz von einem Team um Dr. B. Hofmann analysiert und klassifiziert. Die Publikation des Meteoriten erfolgte im Meteoritical Bulletin 92 (2007).

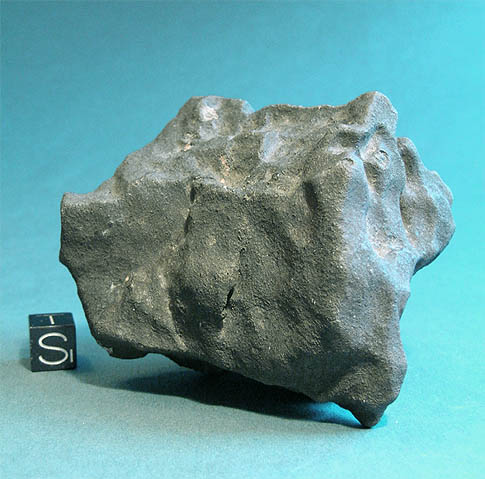
308 g-Bruchstück des Bassikounou-Meteoriten

## Klassifizierung
Bei Bassikounou handelt es sich um einen Olivin-Bronzin-Chondrit des Typs H5 mit einem Schockgrad S2 und einem Verwitterungsgrad von W0. Die Messung der kurzlebigen kosmogenen Radionuklide an der Universität Neuchâtel bestätigte ein kürzlich zurückliegendes Falldatum. Der Meteorit weist eine helle, von feinen anthrazitfarbenen Schockadern durchzogene Matrix und eine mattschwarze feinkörnige Schmelzkruste auf. Weitere Merkmale sind vereinzelte größere NiFe-Konkretionen in Kruste und Matrix, die Ausdehnungen von bis zu 1 cm erreichen.
Obwohl das Ereignis durch eine Pressemeldung der staatlichen mauretanischen Nachrichtenagentur, Zeitungsmeldungen vom 25. Oktober und in Rundfunkberichten innerhalb des Landes verbreitet wurde, gelangte die Meldung dieses neuen Falles erst im Frühjahr 2007 nach Europa. Auch ging man zu diesem Zeitpunkt noch davon aus, dass es sich um einen einzelnen Stein von 3165 g handelte. Als weitere Steine des Falles in Marokko auftauchten, begannen die deutschen Meteoritenkundler Svend Buhl und Matthias Baermann damit, u. a. über einen mauretanischen Korrespondenten in Nouakchott, Augenzeugenberichte, Fundberichte, Kartenmaterial und Hintergrundinformationen zu sammeln. Die Ergebnisse dieser Recherchen liegen seit Juni 2007 in Form eines Berichts vor.